# 川上アキラの人のふんどしでひとりふんどし
川上アキラのひとのふんどしでひとりふんどしは、テレ朝動画で2015年1月19日から配信されているトークバラエティ番組。2023年4月に「川上アキラのひとりふんどしGirl」としてリニューアルした。

## 概要
ももいろクローバーZのマネージャーなどをしている川上アキラがMCとなり、主に車やエアレースの話を吉田ディレクターとする番組。実際にゲストもなく45分間、車の話に終始したり、中古車販売店や東京モーターショーでロケをすることがあるが、車などの話を10～20分ほどした段階で女性ゲスト（ももいろクローバーZや3B juniorのメンバー）が登場してトーク番組となることが大半である。
初回の配信では「川上アキラのひとのふんどしで一人相撲」という題名であったが、二度の変遷を経て、現在のタイトルとなった。

## 内容

### LoGiRLでの配信
| no   | O.A        | アーカイブ公開日 | 題名 | ゲスト | 備考                                                                                          |
| ---- | ---------- | ---------------- | --- | --- | --------------------------------------------------------------------------------------------- |
| 1    | 2015/1/20  | 2015/1/19 18:00  | 川上アキラの人のふんどしでひとり相撲 ♯1                                                                   | 百田夏菜子 |                                                                                               |
| 2    | 2015/1/27  | 2015/1/27 18:00  | 川上アキラの人のふんどしでひとり相撲 ♯2                                                                   | 玉井詩織、弘中綾香 | この後起きた3B Juniorの番組中の事故に伴い、2ヶ月弱放送を休止した                              |
| 3    | 2015/3/24  | 2015/3/25 15:00  | 川上アキラの人のふんどしでひとり相模 ♯3                                                                   | 有安杏果 | 前回ゲストの弘中が相撲を相模と誤字したことより題名変更                                        |
| 4    | 2015/3/31  | 2015/3/31 23:00  | 川上アキラの人のふんどしでひとり相模 ♯4                                                                   | 佐々木彩夏 | 収録                                                                                          |
| 5    | 2015/4/7   | 2015/4/7 23:00   | 川上アキラの人のふんどしでひとり相模 ♯5                                                                   | 佐々木彩夏 |                                                                                               |
| 6    | 2015/4/14  | 2015/4/14 23:30  | 川上アキラの人のふんどしでひとり相模 ♯6                                                                   | なし | 次週は休み                                                                                    |
| 7    | 2015/4/28  | 2015/4/28 23:00  | 川上アキラの人のふんどしでひとり相模 ♯7                                                                   | 高城れに | 舞台挨拶のため、8分遅延して開始                                                               |
| 8    | 2015/5/5   | 2015/5/5 23:00   | 川上アキラの人のふんどしでひとり相模 ♯8                                                                   | 高城れに | 舞台のため録画                                                                                |
| 9    | 2015/5/19  | 2015/5/20 1:50   | 川上アキラの人のふんどしでひとり相模 ♯9                                                                   | 百田夏菜子 | 舞台のため録画                                                                                |
| 10   | 2015/5/26  | 2015/5/26 23:00  | 川上アキラの人のふんどしでひとり相模 ♯10                                                                  | 高城れに |                                                                                               |
| 11   | 2015/6/2   | 2015/6/2 23:20   | 川上アキラの人のふんどしでひとり相模 ♯11                                                                  | 雨宮かのん、華山志歩、森青葉                                                                                             |                                                                                               |
| 12   | 2015/6/9   | 2015/6/9 23:30   | 川上アキラの人のふんどしでひとりふんどし ♯12                                                              | ももいろクローバーＺ | 前回ゲストの華山の提案により題名変更                                                          |
| 13   | 2015/6/16  | 2015/6/16 23:00  | 川上アキラの人のふんどしでひとりふんどし ♯13                                                              | 奥澤レイナ、栗本柚希、古屋智美                                                                                           |                                                                                               |
| 14   | 2015/6/23  | 2015/6/24 0:00   | 川上アキラの人のふんどしでひとりふんどし ♯14                                                              | 矢島好美、玉井詩織 | 収録                                                                                          |
| 15   | 2015/7/14  | 2015/7/15 15:30  | 川上アキラの人のふんどしでひとりふんどし ♯15                                                              | 佐々木彩夏 | 5分遅れ開始。川上13分遅刻                                                                     |
| 16   | 2015/7/28  | 2015/7/29 1:50   | 川上アキラの人のふんどしでひとりふんどし ♯16                                                              | 有安杏果、高城れに、奥澤レイナ、澪風、古屋智美                                                                           | 午後7時30分開始                                                                               |
| 17   | 2015/8/4   | 2015/8/5 0:15    | 川上アキラの人のふんどしでひとりふんどし ♯17                                                              | GETTAMAN、庄司芽生（東京女子流）                                                                                         | Girls Factoryの裏なので、メンバーは出演せず                                                   |
| 18   | 2015/8/11  | 2015/8/12 2:00   | 川上アキラの人のふんどしでひとりふんどし ♯18                                                              | 有安杏果、高城れに | 秋葉原でロケ                                                                                  |
| 19   | 2015/8/18  | 2015/8/19 2:30   | 川上アキラの人のふんどしでひとりふんどし ♯19                                                              | 高城れに、奥澤レイナ、雨宮かのん、澪風、古屋智美                                                                         | 3B Jumior ライブ直後、会場から中継                                                            |
| 20   | 2015/8/25  | 2015/8/26 2:22   | 川上アキラの人のふんどしでひとりふんどし ♯20                                                              | 高井千帆、平瀬美里、古屋智美                                                                                             | 川上10分遅刻                                                                                  |
| 21   | 2015/9/1   | 2015/9/1 23:00   | 川上アキラの人のふんどしでひとりふんどし ♯21                                                              | 高井千帆、平瀬美里、バーチャルボーイひろし                                                                               | ゲストの提案で、次回からタイトルコールの前に「ゲッツ」を入れることになった                    |
| 22   | 2015/9/8   | 2015/9/9 0:50    | 川上アキラの人のふんどしでひとりふんどし ♯22                                                              | 百田夏菜子、高城れに、大森亜希                                                                                           | 収録、90分                                                                                    |
| 23   | 2015/9/15  | 2015/9/15 23:30  | 川上アキラの人のふんどしでひとりふんどし ♯23                                                              | 玉井詩織、高井千帆、内藤るな、大森亜希                                                                                   | 収録                                                                                          |
| 24   | 2015/9/29  | 2015/9/29 23:00  | 川上アキラの人のふんどしでひとりふんどし ♯24                                                              | 佐々木彩夏、森青葉、古屋智美                                                                                             |                                                                                               |
| 25   | 2015/10/6  | 2015/10/6 22:15  | 川上アキラの人のふんどしでひとりふんどし ♯25 前編                                                         | 百田夏菜子、玉井詩織、佐々木彩夏、有安杏果、高城れに                                                                     | 長瀞町よりロケ                                                                                |
| 25   | 2015/10/6  | 2015/10/7 5:50   | 川上アキラの人のふんどしでひとりふんどし ♯25 後編                                                         | 百田夏菜子、玉井詩織、佐々木彩夏、有安杏果、高城れに                                                                     | 長瀞町よりロケ                                                                                |
| 26   | 2015/10/14 | 2015/10/14 13:00 | 川上アキラの人のふんどしでひとりふんどし ♯26                                                              | 栗本柚希 |                                                                                               |
| 27   | 2015/10/20 | 2015/10/20 21:00 | 川上アキラの人のふんどしでひとりふんどし ♯27                                                              | 百田夏菜子、玉井詩織、佐々木彩夏、有安杏果、高城れに                                                                     | 収録                                                                                          |
| 28   | 2015/11/10 | 2015/11/10 23:30 | 川上アキラの人のふんどしでひとりふんどし ♯28                                                              | 百田夏菜子、玉井詩織、佐々木彩夏、有安杏果、高城れに、華山志歩                                                           |                                                                                               |
| 29   | 2015/11/17 | 2015/11/18 22:00 | 川上アキラの人のふんどしでひとりふんどし ♯29                                                              | 佐々木敦規、バーチャルボーイひろし、華山志歩                                                                             |                                                                                               |
| 30   | 2015/11/24 | 2015/11/25 1:00  | 【動画】ももクロあーりんが桃神祭の思い出トーク！「川上アキラの人のふんどしでひとりふんどし」♯30           | 佐々木彩夏、華山志歩 | 15分前倒し開始                                                                                |
| 31   | 2015/12/1  | 2015/12/1 23:20  | 【動画】1月27日メジャーデビューのロッカジャポニカ登場！「川上アキラの人のふんどしでひとりふんどし」♯31    | ロッカジャポニカ（内山あみ、内藤るな、高井千帆、平瀬美里、椎名るか）、華山志歩、古屋智美、湯本和浩                       |                                                                                               |
| 32   | 2015/12/8  | 2015/12/8 22:30  | 【動画】ももクロ玉井が語る、嵐との共演＆ももクリ2015「川上アキラの人のふんどしでひとりふんどし」♯32       | 玉井詩織 | 収録                                                                                          |
| 33   | 2015/12/15 | 2015/12/16 0:20  | 【動画】ももクロ5人＆QJ元編集長で思い出トーク「川上アキラの人のふんどしでひとりふんどし」♯33              | 百田夏菜子、玉井詩織、佐々木彩夏、有安杏果、高城れに、藤井直樹、小島和宏                                                 | 別会場                                                                                        |
| 34   | 2015/12/22 | 2015/12/22 22:45 | 【動画】ももクロ高城のマル秘計画！「ももクリ2015」直前会議「川上アキラの人のふんどしでひとりふんどし」♯34 | 高城れに、佐々木敦規 |                                                                                               |
| 35   | 2016/1/12  | 2016/1/12 22:45  | 【動画】高城先輩から後輩へ、ありがたいお言葉「川上アキラの人のふんどしでひとりふんどし」 ♯35              | 高城れに、ロッカジャポニカ、古屋智美、湯本和浩                                                                           |                                                                                               |
| 36   | 2016/1/19  | 2016/1/19 23:25  | 【動画】ももクロの舞台裏を暴露「川上アキラの人のふんどしでひとりふんどし」 ♯36                            | 栗本柚希、葉月智子 |                                                                                               |
| 37   | 2016/1/26  | 2016/1/26 23:10  | 【動画】高城がソロコンサートのタイトルを発表「川上アキラの人のふんどしでひとりふんどし」 ♯37              | 華山志歩、塚本颯来、中村優                                                                                               |                                                                                               |
| 38   | 2016/2/2   | 2016/2/2 23:10   | 【動画】高城とはちみつロケットが初詣「川上アキラの人のふんどしでひとりふんどし」 ♯38                      | 高城れに、華山志歩、澪風、森青葉                                                                                         | ロケ、収録                                                                                    |
| 39   | 2016/2/9   | 2016/2/9 22:20   | 【動画】はちみつロケットの意気込みは“ももクロより目立つ！”「川上アキラの人のふんどしでひとりふんどし」♯39 | 播磨怜奈、公野舞華、雨宮かのん、華山志歩、古屋智美                                                                       | 収録                                                                                          |
| 40   | 2016/2/16  | 2016/2/16 22:05  | 【動画】高城れに＆はちロケ華山、砂町銀座商店街へ！「川上アキラの人のふんどしでひとりふんどし」♯40         | 高城れに、華山志歩、手代木麻友子                                                                                         | 砂町銀座商店街からロケ収録                                                                    |
| 41   | 2016/3/1   | 2016/3/1 23:00   | 【動画】川上アキラも涙！ももクロドームツアーを語る「川上アキラの人のふんどしでひとりふんどし」♯41         | 百田夏菜子、有安杏果、高城れに、古屋智美                                                                                 | 別会場で収録                                                                                  |
| 42   | 2016/3/15  | 2016/3/16 0:45   | 【動画】グループ誕生から現在までを語る「川上アキラの人のふんどしでひとりふんどし」♯42                     | ロッカジャポニカ、湯本和浩、吉村悠                                                                                       | 川上不在。タイトルコールは「ロッカジャポニカの人のふんどしでひとりふんどし」                  |
| 43   | 2016/4/5   | 2016/4/5 23:20   | 【動画】あーりん＆はちロケ華山、ドームツアーを振り返る「川上アキラの人のふんどしでひとりふんどし」♯43     | 佐々木彩夏、華山志歩 |                                                                                               |
| 44   | 2016/4/12  | 2016/4/12 23:00  | 【動画】ももか背番号「111」の真相「川上アキラの人のふんどしでひとりふんどし」♯44                          | 有安杏果、牧野由衣 | 川上27分遅刻                                                                                  |
| 45   | 2016/5/24  | 2016/5/24 23:00  | 【動画】有安ショートで玉井が金髪!?ももクロ髪トーク「川上アキラの人のふんどしでひとりふんどし」♯45         | 玉井詩織、佐々木彩夏、有安杏果、高城れに、古屋智美、佐々木敦規                                                           |                                                                                               |
| 46   | 2016/5/31  | 2016/5/31 23:15  | 【動画】夏菜子の近況報告「メンバーがいないとさびしい」｜「川上アキラの人のふんどしでひとりふんどし」♯46   | 百田夏菜子 |                                                                                               |
| 47   | 2016/6/8   | 2016/6/8 1:00    | 【動画】有安と女子会トーク！「川上アキラの人のふんどしでひとりふんどし」♯47                               | 有安杏果、矢島好美、MARICO                                                                                               | 川上不在                                                                                      |
| 48   | 2016/6/15  | 2016/6/15 16:00  | 【動画】しおりん＆あーりんで肉トーク！「川上アキラの人のふんどしでひとりふんどし」♯48                     | 玉井詩織、佐々木彩夏、古屋智美                                                                                           |                                                                                               |
| 49   | 2016/6/21  | 2016/6/21 22:50  | 【動画】れにちゃん祝23歳！推され隊登場！「川上アキラの人のふんどしでひとりふんどし」♯49                   | 有安杏果、高城れに、古屋智美、宮本淳之介                                                                                 |                                                                                               |
| 50   | 2016/6/29  | 2016/6/29 16:30  | 【動画】すたみな太郎NEXTで桃神祭でのイベントを発表！「川上アキラの人のふんどしでひとりふんどし」♯50       | 玉井詩織、高城れに、牧野由衣、手代木麻友子、矢島好美                                                                     | ロケ（収録）                                                                                  |
| 51   | 2016/7/5   | 2016/7/5 22:30   | 【動画】杏果のソロコン速報！「川上アキラの人のふんどしでひとりふんどし」♯51                               | 有安杏果 | 収録                                                                                          |
| 52   | 2016/7/12  | 2016/7/12 22:30  | 【動画】誕生日の夏菜子に緊急生電話！「川上アキラの人のふんどしでひとりふんどし」♯52                       | 高城れに、手代木麻友子                                                                                                   |                                                                                               |
| 53   | 2016/7/20  | 2016/7/20 21:15  | 【動画】新曲MV撮影を終えたももクロが登場！「川上アキラの人のふんどしでひとりふんどし」♯53                 | 百田夏菜子、佐々木彩夏、高城れに                                                                                         | 収録                                                                                          |
| 54   | 2016/7/27  | 2016/7/27 0:05   | 【動画】ももクロ＋豪華ゲストでモノボケ！ 「川上アキラの人のふんどしでひとりふんどし」♯54                  | 玉井詩織、佐々木彩夏、有安杏果、高城れに、久富慶子アナウンサー、小出あかり、ピコ太郎、古坂大魔王、キンタロー。、平野ノラ | 公開収録                                                                                      |
| 55   | 2016/8/16  | 2016/8/16 22:50  | 【動画】桃神祭のアクシデントを暴露「川上アキラの人のふんどしでひとりふんどし」♯55                         | 高城れに |                                                                                               |
| 56   | 2016/8/23  | 2016/8/23 22:00  | 【動画】ももたまい婚グッズを発表！「川上アキラの人のふんどしでひとりふんどし」♯56                         | 有安杏果、高城れに、玉井詩織                                                                                             |                                                                                               |
| 特別 | 2016/8/26  | 2016/8/26 21:00  | 【動画】公開収録でももクロ＆東京女子流も！「川上アキラの人のふんどしでひとりふんどし」特別編 前編         | 有安杏果、高城れに、玉井詩織、佐々木彩夏、東京女子流、GETTAMAN                                                           | #54の公開収録の未放映分・前編（LoGiRL Prego限定）                                             |
| 57   | 2016/8/30  | 2016/8/30 22:50  | 【動画】高城れに＆ロッカジャポニカ登場「川上アキラの人のふんどしでひとりふんどし」♯57                     | 高城れに、ロッカジャポニカ、古屋智美、斉藤久美子                                                                         |                                                                                               |
| 特別 | 2016/9/5   | 2016/9/5 18:00   | 【動画】ももクロ人気曲を生ライブ！選ばれたのは…？「川上アキラの人のふんどしでひとりふんどし」特別編 後編  | 有安杏果、高城れに、玉井詩織、佐々木彩夏                                                                                 | #54の公開収録の未放映分・後編（LoGiRL Prego限定）                                             |
| 58   | 2016/9/8   | 2016/9/8 16:00   | 【動画】メインMC不在で華山志歩が登場！「川上アキラの人のふんどしでひとりふんどし」♯58                     | 華山志歩、矢島好美、手代木麻友子                                                                                         | 川上不在                                                                                      |
| 59   | 2016/9/14  | 2016/9/14 0:00   | 【動画】ももクロのボイストレーナーMARICO先生登場「川上アキラの人のふんどしでひとりふんどし」♯59           | MARICO |                                                                                               |
| 60   | 2016/9/20  | 2016/9/20 23:10  | 【動画】高城れにが山田うどんの新メニューを試食！「川上アキラの人のふんどしでひとりふんどし」♯60           | 高城れに,、山田裕朗、江橋文広                                                                                            | ロケ・収録                                                                                    |
| 61   | 2016/9/27  | 2016/9/27 23:15  | 【動画】玉井と3B juniorがアイドルを語る「川上アキラの人のふんどしでひとりふんどし」♯61                    | 玉井詩織、華山志歩、中村優                                                                                               |                                                                                               |
| 62   | 2016/10/18 | 2016/10/18 23:00 | 【動画】あーりん、アイドルの苦労を語る！？「川上アキラの人のふんどしでひとりふんどし」♯62                 | 佐々木彩夏 |                                                                                               |
| 63   | 2016/10/25 | 2016/10/25 22:50 | 【動画】エビ中の星名美怜と安本彩花が登場！「川上アキラの人のふんどしでひとりふんどし」♯63                 | 藤井ユーイチ、安本彩花、星名美怜                                                                                         |                                                                                               |
| 64   | 2016/11/2  | 2016/11/2 20:00  | 【動画】ハロウィンイベントのウラ話「川上アキラの人のふんどしでひとりふんどし」♯64                         | 佐々木彩夏 |                                                                                               |
| 65   | 2016/11/8  | 2016/11/8 22:10  | 【動画】高城がアメリカ公演の決意表明！「川上アキラの人のふんどしでひとりふんどし」♯65                     | 高城れに、小松靖 |                                                                                               |
| 66   | 2016/11/15 | 2016/11/15 23:15 | 【動画】ロッカジャポニカが新曲をPR！「川上アキラの人のふんどしでひとりふんどし」♯66                       | 宮本淳之介、斉藤久美子、ロッカジャポニカ                                                                                 | 川上不在                                                                                      |
| 67   | 2016/11/29 | 2016/11/29 22:30 | 【動画】ももいろクリスマス2016グッズ紹介！「川上アキラの人のふんどしでひとりふんどし」♯67                 | 高城れに |                                                                                               |
| 68   | 2016/12/6  | 2016/12/6 22:30  | 【動画】あーりん＆れにでアメリカツアーを語る「川上アキラの人のふんどしでひとりふんどし」♯68               | 佐々木彩夏、高城れに、古屋智美                                                                                           | 収録                                                                                          |
| 69   | 2016/12/24 | 2016/12/24 12:00 | 【動画】玉井と高城が川上サンタにおねだり「川上アキラの人のふんどしでひとりふんどし」♯69                   | 玉井詩織、高城れに | 収録                                                                                          |
| 70   | 2016/12/26 | 2016/12/26 22:00 | 【動画】LoGiRL歳末SP！「ももクリ」翌日に百田夏菜子が登場「川上アキラの人のふんどしでひとりふんどし」♯70   | 百田夏菜子 | 収録                                                                                          |
| 71   | 2017/1/10  | 2017/1/10 22:00  | 【動画】有安が悩みをぶっちゃける！「川上アキラの人のふんどしでひとりふんどし」♯71                         | 有安杏果 |                                                                                               |
| 72   | 2017/1/17  | 2017/1/17 22:00  | 【動画】玉井とももクロの今後を語る！「川上アキラの人のふんどしでひとりふんどし」♯72                       | 玉井詩織 |                                                                                               |
| 73   | 2017/1/24  | 2017/1/24 22:00  | 【動画】スタジオを飛び出して中古車めぐり！「川上アキラの人のふんどしでひとりふんどし」♯73                 | なし | ロケ（収録）                                                                                  |
| 74   | 2017/1/31  | 2017/1/31 22:40  | 【動画】マジェスティックセブンが登場！「川上アキラの人のふんどしでひとりふんどし」♯74                     | 斎藤夏鈴、市川優月、古屋智美、牧野由衣                                                                                   |                                                                                               |
| 75   | 2017/2/9   | 2017/2/9 12:00   | 【動画】「春の一大事」ライブ会場へ！「川上アキラの人のふんどしでひとりふんどし」♯75                       | 佐々木彩夏、古屋智美 |                                                                                               |
| 76   | 2017/2/14  | 2017/2/14 21:30  | 【動画】中古車を見に新潟へ！「川上アキラの人のふんどしでひとりふんどし」♯76                               | なし | ロケ（収録）                                                                                  |
| 77   | 2017/2/21  | 2017/2/21 23:00  | 【動画】あーりんが高城のすべてです！「川上アキラの人のふんどしでひとりふんどし」♯77                       | 高城れに、古屋智美、小松靖                                                                                               |                                                                                               |
| 78   | 2017/2/28  | 2017/2/28 22:10  | 【動画】ロッカジャポニカが番組を乗っ取り！？「川上アキラの人のふんどしでひとりふんどし」♯78               | ロッカジャポニカ、牧野由衣、手代木麻友子                                                                                 | 川上不在                                                                                      |
| 79   | 2017/3/7   | 2017/3/7 22:30   | 【動画】高城「ソロコンで泣かない」宣言！「川上アキラの人のふんどしでひとりふんどし」♯79                   | 大平ひかる、市川優月、古屋智美、高城れに（VTR）、華山志歩(VTR)、MARICO(VTR)                                              |                                                                                               |
| 80   | 2017/3/14  | 2017/3/14 21:40  | 【動画】あーりんがマニュアルで免許取得中！「川上アキラの人のふんどしでひとりふんどし」♯80                 | 佐々木彩夏、古屋智美、宮本淳之介                                                                                         |                                                                                               |
| 81   | 2017/3/17  | 2017/3/20 15:30  | 【動画】ももクロ全員集合！「川上アキラの人のふんどしでひとりふんどし」特別編 ♯81                          | ももいろクローバーZ、手代木麻友子                                                                                        |                                                                                               |
| 特別 | 2017/3/17  | 2017/03/20 21:20 | 【動画】「川上アキラの人のふんどしでひとりふんどし」3B junior特番配信                                     | 斎藤夏鈴、中村優、栗本柚希、播磨怜奈                                                                                     |                                                                                               |
| 82   | 2017/3/21  | 2017/03/21 23:25 | 【動画】玉井詩織と3Bjrの葉月＆市川「川上アキラの人のふんどしでひとりふんどし」 ♯82                        | 玉井詩織、葉月智子、市川優月                                                                                             |                                                                                               |
| 83   | 2017/3/28  | 2017/03/28 22:00 | 【動画】ももクロ情報盛りだくさんの最終回！「川上アキラの人のふんどしでひとりふんどし」 ♯83                | | LoGiRLの閉鎖に伴い一旦終了。その後、2017年4月13日からはテレ朝動画から配信されることとなった。 |

1. 1 2 3 4 5  ももいろクローバーZ
2. 1 2 3 4 5 6 7 8  3B junior・はちみつロケット
3. ↑  3B junior・奥澤村
4. 1 2  3B junior・リーフシトロン
5. ↑  3B juniorチーフマネージャー
6. 1 2 3 4 5 6 7  スターダストプロモーション
7. 1 2 3 4 5  3B junior・ロッカジャポニカ
8. ↑  キングレコード
9. 1 2  山田食品産業株式会社
10. 1 2  私立恵比寿中学
11. 1 2 3  マジェスティックセブン

### 特集記事他
| 公開日          | 題名                                                                                                 | 備考                                 |
| --------------- | --- | ------------------------------------ |
| 2015/1/24 17:00 | 百田夏菜子（ももいろクローバーZ）「川上アキラ通信簿」第1回｜番組関係者が、川上アキラのMCぶりを採点！ | 番組終了後に採点する、連動企画。40点 |
| 2015/4/24 11:00 | 玉井詩織（ももいろクローバーZ）「川上アキラ通信簿」第2回｜番組関係者が、川上アキラのMCぶりを採点！   | 60点                                 |
| 2015/4/28 20:00 | 有安杏果（ももいろクローバーZ）「川上アキラ通信簿」第3回｜番組関係者が、川上アキラのMCぶりを採点！   | 60点                                 |
| 2015/5/15 20:00 | ももいろクローバーZ主演「幕が上がる」フォトレポート｜観客との対峙で見せる、彼女たちの生き様とは      |                                      |
| 2015/5/5 18:00  | 佐々木彩夏（ももいろクローバーZ）「川上アキラ通信簿」第4回｜番組関係者が、川上アキラのMCぶりを採点！ | 61点                                 |
| 2015/5/29 12:00 | 高城れに（ももいろクローバーZ）「川上アキラ通信簿」第5回                                             | 33点                                 |
| 2015/6/1 15:00  | 高城れに（ももいろクローバーZ）舞台「幕が上がる」を語る「人前に出るのは苦手だけど、舞台は楽しい！」  | #8のまとめ                           |

## 川上アキラのひとりふんどしGirl
川上アキラのひとりふんどしGirlは、テレ朝動画logirlで2023年4月17日から毎週月曜19:00-20:00に生配信されている番組。「川上アキラの人のふんどしでひとりふんどし」をリニューアルし、STAR PLANET（旧 STARDUST PLANET）のアイドルが週替わりでメインMCを務め、盛り上げ役の川上アキラと番組を進行する形になった。毎週月曜（生配信と同日）22:30 - 23:30に無料再配信、翌火曜15:00に有料アーカイブを公開している。番組Twitterがある（ハッシュタグ #ひとりふんどし ）。
第1週 - メインMC：川瀬あやめ（ukka）
番組内容：「アイドルバラエティをやっていく！」
第2週 - メインMC：大黒柚姫（TEAM SHACHI）
番組内容：「いろんなアイドルと友だちになる！」
第3週 - メインMC：播磨かな
番組内容：「アシスタントMCを目指す」
第4週 - メインMC：橘花怜（いぎなり東北産）
番組内容：「食品サンプル職人への道！」
（第5週 - メインMC：シークレット）